# 李種一
李 種一（イ・ジョンイル、이종일、1858年旧暦11月6日(陽暦12月10日) - 1925年陽暦8月31日）は李氏朝鮮末期の文臣、改革活動家、韓国の言論人・独立運動家、国文学者。雅名は沃波、天道教道号は黙庵。天然子という筆名も使った。漢字表記は李鍾一とも。本貫は星州李氏。

## 生涯

### 初期
忠清南道泰安郡の両班一家に李教煥の息子として生まれた。1873年に科挙に合格して、開化派官僚の道を歩んだ。1882年8月に修信使朴泳孝が日本に行く際に、使節団の一員として遂行し、明治維新以後の日本の近代化を直接見分し、李種一に影響を及ぼした。以後儒教思想から脱して実学及び開化思想に関心を持つようになった。
1896年に徐載弼・尹致昊・周時経らとともに独立新聞創刊に参加して筆陣の一人になった。1896年11月に独立協会と万民共同会に参加して論客として活動した。1898年3月に開化運動団体大韓帝国民力会を組織して、会長に推戴された。1898年に中枢院衣冠に任命されたが10ヶ月で辞退した。1899年に独立協会・万民共同会が閉鎖されると言論活動に専念した。以後李承晩らとともにハングル新聞『帝国新聞』を創刊し、大韓皇城新聞社長を引き受けた。また、独立協会と大韓自強会に参加して教育事業にも積極的に参加するなど開化思想に基づいた啓蒙運動に積極的に行った。
1898年7月25日に皇帝高宗の誕辰の慶祝記事の聖寿万歳が聖寿亡歳と誤植され、不敬罪で投獄されたが、すぐに冤罪と判明して釈放された。

### 独立運動
1906年に孫秉煕を通じて天道教に入教後、尹致昊・尹孝定らとともに自強会にも参加し、1907年11月には大韓協会も参加した。日韓併合条約以後には天道教月報社部長として宗教活動に専念した。また天道教が運営する天道教月報課長と普成印制株式会社社長を歴任した。
1912年に天道教の資金力と信徒、全国的組織網などを利用して独立万歳運動を計画、1894年の甲午農民戦争、1904年の甲辰年開化新生活運動にあやかり、1914年にそれを再現する三甲運動と呼ばれる大々的な民衆運動を計画したが事前に露見して失敗した。
1919年に三・一運動時には民族代表33人として深く関与した。天道教が運営した印刷所普成社社長として己未独立宣言書を実行の十日前から秘密裡に印刷した。当時普成社は最新式印刷技術を持ち、天道教の月報を発行していた。
独立宣言書印刷作業に成功し、崔南善と一緒に李昇薫を通じてキリスト教代表との連絡を行った。三・一運動当時普成社で私費を使い、独立宣言書3万5千部を印刷して配布した。これにより、公判で民族代表の中でも主犯の一人として、懲役3年刑を宣告されて服役した。

### 生涯後半
出獄するやいなや1922年3月1日に再び天道教徒などを中心に三・一運動3周年の日を期して天道教信者、普成社職員50人余りと一緒に第2の三・一運動記念式を行うことに計画し、朗読するための第2の独立宣言文である自主独立宣言文草稿を2月20日に直接作成、金洪圭に印刷を頼んだが、泰安警察に露見し、印刷物は皆押収された。以後朝鮮国文研究会会長を歴任し、ハングル綴字法を研究したハングル学者として活動した。もう一つの独立万歳運動を企てて著書『韓国独立秘史』を書いている途中押収された。その外の著書では 1919年 ~ 1922年に備忘録としての記録「沃波備忘録」を残した。
貧しい生活を送り、三旬旧式の食事をとり、1925年8月31日に京城府竹添町丁目31番地自宅で栄養失調で死亡した。

### 死後
ソウル美芹洞公立普通学校で社会葬に葬式が行われ、阿峴里火葬場で火葬されて梨泰院共同墓地に鞍されてから、1936年5月17日孫娘李璋玉、親戚李鍾麟などによってミアリ共同墓地に弛張された。
1962年に建国勲章大統領章が追贈された。生家が復元され、泰安の忠愛祠という祠堂に影幀が安置されている。
第2の独立宣言文は口伝でのみ伝わっていたが、1979年2月27日に黙庵記念事業会(会長李丙燾) 所属李炫熙教授が黙菴備忘録として発見した。

## 著書
- 『韓国独立秘史』
- 「沃波備忘録」

## 家族
東亜日報1936年5月17日3面に彼の孫娘李璋玉の紹介が掲載されている。孫娘李璋玉は、祖父が獄中にいる時に父が死亡し、李璋玉は祖母と母の手で育ったという題がつけられている。
- 妻 : 李氏[6]
  - 息子 :
    - 孫娘 : 李璋玉(1904年 - )
    - 孫娘壻 : 朴奉録

  - 息子の妾 : 名前未詳[5]
- 妾 : 名前未詳[5]
- 兄弟 : 名前未詳
  - 甥 : 李英淳
- 親戚 : 李鍾麟

## 参考サイト
- 大韓民国国家報勲処, 이 달의 독립 운동가 상세자료 - 이종일, 1995년